# Беннето, Жюльен
Жюльен Беннето (фр. Julien Benneteau; родился 20 декабря 1981 года в Бурк-ан-Брес, Франция) — французский профессиональный теннисист и теннисный тренер, бывшая пятая ракетка мира в парном разряде. Победитель одного турнира Большого шлема в мужском парном разряде (Открытый чемпионат Франции-2014), победитель 12 турниров АТР в мужском парном разряде, бронзовый призёр Олимпийских игр в парном разряде, двукратный финалист Кубка Дэвиса (2010, 2014) в составе национальной сборной Франции. Как капитан женской сборной Франции — обладатель Кубка Федерации 2019 года.

## Общая информация
Жюльен — один из четырёх детей в семье Андре и Лоренс Беннето; его брата зовут Антуан, а сестёр — Доминика и Мари-Софи. В июле 2015 года у Жюльена и его подруги Карен родился сын Айртон.
Оба брата профессионально играют в теннис; Жюльен в теннисе с четырёх лет; любимые покрытия — грунт и быстрый хард.

## Спортивная карьера
Свой первый матч в профессиональном турнире Жюльен Беннето провёл в октябре 1998 года в Форбахе, Франция (турнир уровня «фьючерс»). На следующий год в паре с соотечественником Николя Маю первенствовал на юношеском Открытом чемпионате США и юношеском турнире категории А Orange Bowl. В 2000 году выиграл свой первый «челленджер» (в Контрексевиле, в паре с Маю).
Осенью 2003 года Беннето, также в паре с Маю, вышел после двух подряд побед в «челленджерах» в финал двух подряд турниров АТР-тура в Меце и Лионе; первый из них Беннето и Маю удалось выиграть, победив в финале ведущую французскую пару Льодра—Санторо, а через неделю они снова взяли верх над этой же парой в полуфинале. После этих успехов Беннето вошёл в сотню сильнейших теннисистов мира в парном разряде. В 2004 году они с Маю доходят до полуфинала Открытого чемпионата США, победив три посеянных пары, в том числе в третьем круге — одну из лучших пар планеты Боба и Майка Брайанов из США, — и в сентябре Беннето попадает в число 50 лучших теннисистов мира в парном разряде, где закрепляется после полуфинала турнира серии Мастерс в Париже. В одиночном разряде в Андрезье (Франция) он наконец выигрывает свой первый «челленджер», а также доходит до третьего круга на Открытом чемпионате Франции и четвёртого круга на турнире Мастерс в Майами, впервые войдя в число ста лучших игроков-одиночников. На следующий год лучшим достижением Беннето и Маю стал четвертьфинал Открытого чемпионата США, но за счёт побед в челленджерах Беннето остаётся на том же уровне в рейтинге парных игроков, а в одиночном разряде опять выбывает из сотни сильнейших.
В 2006 году Беннето добивается ряда успехов. Он вышел в четвертьфинал Открытого чемпионата Франции в одиночном разряде и в парах (с Маю), а в конце года выиграл турнир пар в Лионе. В одиночном разряде он одержал за сезон три победы над теннисистами из первой десятки рейтинга: Энди Роддиком, Маркосом Багдатисом и Фернандо Гонсалесом, и за сезон продвинулся со 165 до 40 места в рейтинге. В 2007 году основных успехов он добивался в парах; они включают второй в карьере выход в полуфинал Открытого чемпионата США, в четвертьфинал Открытого чемпионата Австралии (оба — с Маю) и в финал турнира серии Мастерс в Монте-Карло (с другим французом, Ришаром Гаске). В итоге в сентябре он добрался до 22-й позиции в рейтинге игроков в парном разряде.
2008 год знаменуется для Беннето выходом в два первых финала турниров АТР в одиночном разряде, при этом на пути в финал турнира в Лионе он победил двух игроков из второй десятки рейтинга. Ранее, в Окленде (Новая Зеландия) он взял верх над пятой ракеткой мира Давидом Феррером. В парах он почти весь год проводит с Маю, но лучшего результата добивается с Льодра, с которым они выиграли турнир в Лас-Вегасе, в финале победив братьев Брайанов.
В 2009 году Беннето снова выиграл два турнира в парном разряде: вначале, с Жо-Вильфридом Тсонга, турнир Мастерс в Шанхае, где они последовательно победили четыре пары из числа участников предстоящего финального турнира АТР-тура, а затем, с Маю, второй раз в карьере турнир в Лионе. В одиночном разряде он одержал семь побед подряд по пути в финал турнира АТР в Кицбюэле (Австрия), включая три круга квалификации, а на турнире серии Мастерс в Париже взял верх во втором круге над первой ракеткой мира Роджером Федерером перед тем, как уступить другому французу, 16-й ракетке мира Гаэлю Монфису.
С начала 2010 года Беннето выступал в основном в паре с Микаэлем Льодра, с которым сначала победил в Марселе, а потом в Торонто вышел в третий в карьере финал турнира Мастерс, после чего поднялся в рейтинге до 15-го места. В одиночном разряде он вышел в финал турнира в Марселе, победив в полуфинале Тсонга, и в четвёртый круг Уимблдонского турнира, где Тсонга взял реванш за недавнее поражение. В четвертьфинальном матче Кубка Дэвиса Беннето помог сборной Франции победить действующих чемпионов, испанцев, взяв верх сначала в парной игре, после которой французы повели со счётом 3:0, а затем в пятой игре матча, где его соперником был Фелисиано Лопес. В дальнейшем французы дошли до финала, но играли его без Беннето.
2011 год Беннето начал неудачно, выбыв за пределы первой сотни игроков в одиночном разряде, но к Открытому чемпионату США успешно в неё вернулся, дойдя до финала в Уинстон-Сейлеме после выхода из квалификационного отбора. Он стал первым в сезоне теннисистом, которому удалось это сделать. На самом Открытом чемпионате США он в первом же круге обыграл десятую ракетку мира Николаса Альмагро и дошёл до третьего круга. В парном разряде он за год дважды доходил до финалов, в том числе в ноябре с Николя Маю — на турнире Мастерс в Париже, где они во втором круге победили Боба и Майка Брайанов, занимавших в парном рейтинге первую строчку.
За 2012 год Беннето нанёс поражения одному сопернику из первой десятки рейтинга (пятой ракетке мира Давиду Ферреру) и двоим из второй, дважды выходил в финалы турниров АТР, дошёл в рейтинге до 26-й позиции и окончил год на 35-м месте. В парном разряде он завоевал бронзовую медаль Олимпийских игр в Лондоне; в паре с Ришаром Гаске они обыграли сильные пары из Индии и Сербии прежде, чем проиграть будущим чемпионам — братьям Брайанам — и победить в матче за третье место соперников из Испании. После этого с Николя Маю он дошёл до четвертьфинала на Открытом чемпионате США, но в финалы в этом сезоне не пробивался.
До очередного финала турнира АТР в одиночном разряде Беннето добрался в феврале 2013 года в Роттердаме после второй за карьеру победы над Федерером — на тот момент второй ракеткой мира, но в восьмой раз подряд не сумел завоевать титул, проиграв Хуану Мартину дель Потро. На Monte Carlo Masters Беннето в паре с Зимоничем отыграл в финальном матче семь матч-болов у братьев Брайанов, завоевав седьмой за карьеру тирул АТР (и второй на уровне АТР Мастерс). В третьем круге Открытого чемпионата Франции он дал Федереру взять реванш за роттердамское фиаско, а на Уимблдоне добрался с Зимоничем до четвертьфинала в парном разряде, после чего выиграл с ним в Вашингтоне второй за сезон и восьмой за карьеру турнир АТР. Ближе к концу сезона, победив в полуфинале в Куала-Лумпуре десятую ракетку мира Станисласа Вавринку и играя в финале против намного менее именитого Жуана Соузы, Беннето не реализовал матч-бол на чужой подаче и потерпел уже девятое поражение в одиночных финалах турниров АТР. Тем не менее этот год он закончил на рекордно высоких позициях как в парном, так и в одиночном разряде, заработав за сезон больше миллиона долларов.
Новые личные рекорды в области положения в рейтинге Беннето установил в 2014 году. За этот год он выиграл два парных турнира с Эдуаром Роже-Вассленом, в том числе Открытый чемпионат Франции. В Париже Роже-Васслену и Беннето, посеянным одиннадцатыми понадобилось для общей победы обыграть только одну пару выше себя в посеве — прежних партнёров Жюльена, Микаэля Льодра и Николя Маю, которые уже в первом сете сдали матч из-за травмы. В конце года Беннето и Роже-Васслен также сыграли в финале турнира Мастерс в Шанхае, а в финальном турнире АТР-тура дошли до полуфинала, где проиграли сильнейшей паре мира — братьям Брайанам. В итоге Беннето в начале ноября поднялся в парном рейтинге АТР до пятого места, существенно улучшив свой прошлогодний рекорд. В одиночном разряде его успехи были скромней — один выигранный «челленджер» в Бордо и несколько хороших рядовых результатов в турнирах АТР Мастерс — полуфинал в Цинциннати и четвертьфиналы в Индиан-Уэлс и Шанхае, но в каждом из этих трёх турниров Беннето обыгрывал соперника из первой десятки рейтинга — десятых ракеток мира Тсонга (в Индиан-Уэлс) и Димитрова и четвёртую ракетку мира, победителя Открытого чемпионата Австралии Вавринку в Цинциннати. В итоге он и сам поднялся в ноябре до 25-го места в одиночном рейтинге. К числу успехов Беннето относится также участие в выходе сборной Франции в финал Кубка Дэвиса: он принёс французской команде одно очко в парной встрече матча со сборной Германии, закончившегося с минимальным перевесом французов. Проиграв в третий день полуфинала против чехов ничего не решавшую одиночную встречу, в финальном матче Беннето играл в паре с Гаске; французы уступили Федереру и Вавринке, швейцарская сборная вышла вперёд в матче и на следующий день довела дело до победы.
Сезон 2015 года Беннето начал с выхода в полуфинал в Сиднее. Но уже в феврале в Роттердаме последовала травма, заставившая француза прервать участие в очередном турнире. С марта до конца года Беннето не выступал, 9 июня перенеся операцию на отводящих мышцах. Начав 2016 год в шестой сотне рейтинга, он на протяжении сезона делил своё время между «челленджерами» и турнирами основного тура АТР, где дважды добрался до четвертьфинала. Основного успеха этого года Беннетто достиг в паре с Роже-Вассленом, впервые за карьеру пробившись в финал Уимблдонского турнира; в этот момент он занимал в парном рейтинге АТР только 75-е место. Несеяные Беннето и Роже-Васслен обыграли на пути к финалу девятую, восьмую, третью и одиннадцатую пару турнира, уступив в итоге лидерам мирового рейтинга Николя Маю и Пьеру-Югу Эрберу. В паре с Роже-Вассленом Беннето дошёл также до полуфинала Открытого чемпионата Италии и четвертьфинала Открытого чемпионата Франции, завершив сезон на 35-м месте в рейтинге среди парных игроков.
Хотя в 2017 году Беннето не повторил своего успеха в турнирах Большого шлема, на его счету были две победы в парном разряде в турнирах АТР — в начале года в Марселе (с Николя Маю) и осенью в Меце (с Роже-Вассленом). С Роже-Вассленом они также дошли до финала турнира AEGON Championships накануне Уимблдона и до четвертьфинала Открытого чемпионата США, а в паре с Маю обеспечили французской команде досрочную победу над британцами в четвертьфинальном матче Кубке Дэвиса. В одиночном разряде Беннето тоже наиболее успешно сыграл во Франции, побывав в полуфинале парижского турнира Мастерс после победы над двумя игроками первой десятки рейтинга — Давидом Гоффеном и Марином Чиличем. В октябре 2017 года он объявил о планах завершить игровую карьеру в следующем году.
На Открытом чемпионате Австралии 2018 года Беннето во втором круге снова обыграл посеянного седьмым Гоффена, но уже на следующем этапе уступил ещё одному сеяному сопернику — Фабио Фоньини — и покинул турнир. В продолжении сезона он дважды доходил до полуфинала в парных турнирах ATP, где его партнёрами были Николя Маю и Люка Пуй. В ходе Открытого чемпионата США 2018 года Беннето объявил о завершении индивидуальной игровой карьеры, но был также включён в состав сборной Франции на полуфинальный матч Кубка Дэвиса с испанцами; планировалось, что в 2019 году он сменит Янника Ноа на посту капитана сборной, однако эту должность он так и не занял. Вместо этого Беннето возглавил женскую сборную Франции, выступающую в Кубке Федерации, и привёл её к первому за 16 лет титулу в этом турнире.

## Рейтинг на конец года
| Год  | Одиночный рейтинг | Парный рейтинг |
| 2018 | 140               | 326            |
| 2017 | 56                | 45             |
| 2016 | 130               | 35             |
| 2015 | 527               | 124            |
| 2014 | 25                | 5              |
| 2013 | 35                | 26             |
| 2012 | 35                | 97             |
| 2011 | 52                | 52             |
| 2010 | 44                | 38             |
| 2009 | 46                | 32             |
| 2008 | 43                | 48             |
| 2007 | 68                | 26             |
| 2006 | 40                | 67             |
| 2005 | 165               | 59             |
| 2004 | 65                | 50             |
| 2003 | 138               | 94             |
| 2002 | 253               | 268            |
| 2001 | 271               | 304            |
| 2000 | 420               | 200            |
| 1999 | 1037              |                |

По данным официального сайта ATP на последнюю неделю года.

## Выступления на турнирах

### Финалы турнировATPв одиночном разряде (10)

#### Поражения (10)
| Легенда                                |
| -------------------------------------- |
| Турниры Большого шлема (0+1)*          |
| Итоговый турнир ATP (0)                |
| Мастерс (0+2)                          |
| ATP International Gold / АТР 500 (0+1) |
| ATP International / АТР 250 (0+8)      |

| Титулы по покрытиям | Титулы по месту проведения матчей турнира |
| ------------------- | ----------------------------------------- |
| Хард (0+9)*         | Зал (0+7)                                 |
| Грунт (0+2)         | Зал (0+7)                                 |
| Трава (0)           | Открытый воздух (0+5)                     |
| Ковёр (0+1)         | Открытый воздух (0+5)                     |

* количество побед в одиночном разряде + количество побед в парном разряде.
| №   | Дата             | Турнир                     | Покрытие    | Соперник в финале      | Счёт           |
| 1.  | 24 мая 2008      | Касабланка, Марокко        | Грунт       | Жиль Симон             | 5-7 2-6        |
| 2.  | 26 октября 2008  | Лион, Франция              | Ковёр (зал) | Робин Сёдерлинг        | 3-6 7-6(5) 1-6 |
| 3.  | 23 мая 2009      | Кицбюэль, Австрия          | Грунт       | Гильермо Гарсия Лопес  | 6-3 6-7(1) 3-6 |
| 4.  | 21 февраля 2010  | Марсель, Франция           | Хард (зал)  | Микаэль Льодра         | 3-6 4-6        |
| 5.  | 27 августа 2011  | Уинстон-Сейлем, США        | Хард        | Джон Изнер             | 6-4 3-6 4-6    |
| 6.  | 15 января 2012   | Сидней, Австралия          | Хард        | Яркко Ниеминен         | 2-6 5-7        |
| 7.  | 30 сентября 2012 | Куала-Лумпур, Малайзия     | Хард (зал)  | Хуан Монако            | 5-7 6-4 3-6    |
| 8.  | 17 февраля 2013  | Роттердам, Нидерланды      | Хард (зал)  | Хуан Мартин дель Потро | 6-7(2) 3-6     |
| 9.  | 29 сентября 2013 | Куала-Лумпур, Малайзия (2) | Хард (зал)  | Жуан Соуза             | 6-2 5-7 4-6    |
| 10. | 28 сентября 2014 | Куала-Лумпур, Малайзия (3) | Хард (зал)  | Кэй Нисикори           | 6-7(4) 4-6     |

### Финалычелленджерови фьючерсов в одиночном разряде (14)

#### Победы (5)
| Титулы              |
| Челленджеры (4+10)* |
| Фьючерсы (1+3)      |

| Титулы по покрытиям | Титулы по месту проведения матчей турнира |
| ------------------- | ----------------------------------------- |
| Хард (2+9)*         | Зал (3+7)                                 |
| Грунт (2+4)         | Зал (3+7)                                 |
| Трава (0)           | Открытый воздух (2+6)                     |
| Ковёр (1)           | Открытый воздух (2+6)                     |

* количество побед в одиночном разряде + количество побед в парном разряде.
| №  | Дата            | Турнир                    | Покрытие    | Соперник в финале | Счёт                 |
| 1. | 17 июня 2001    | Амстердам, Нидерланды     | Грунт       | Стефан Вотерс     | 6-0 6-3              |
| 2. | 22 февраля 2004 | Андрезье-Бутеон, Франция  | Хард (зал)  | Дик Норман        | 6-7(8) 7-6(5) 7-6(5) |
| 3. | 16 октября 2011 | Ренн, Франция             | Ковёр (зал) | Оливье Рохус      | 6-4 6-3              |
| 4. | 18 мая 2014     | Бордо, Франция            | Грунт       | Стив Джонсон      | 6-3 6-2              |
| 5. | 13 ноября 2016  | Муйрон-ле-Каптиф, Франция | Хард (зал)  | Андрей Рублёв     | 7-5 2-6 6-3          |

#### Поражение (9)
| №  | Дата             | Турнир                  | Покрытие   | Соперник в финале   | Счёт           |
| 1. | 24 июня 2001     | Амстердам, Нидерланды   | Грунт      | Хишам Хемеда        | 4-6 6-4 2-6    |
| 2. | 1 июля 2001      | Амстердам, Нидерланды   | Грунт      | Мелвин оп дер Хейде | 7-6(2) 4-6 4-6 |
| 3. | 22 июля 2001     | Экс-ан-Прованс, Франция | Грунт      | Слиман Сауди        | 4-6 6-3 0-6    |
| 4. | 30 сентября 2001 | Плезир, Франция         | Хард (зал) | Фредерик Нимейер    | 2-6 1-6        |
| 5. | 7 марта 2004     | Безансон, Франция       | Хард (зал) | Томаш Бердых        | 3-6 1-6        |
| 6. | 31 декабря 2005  | Доха, Катар             | Хард       | Оливье Патьянс      | 6-2 4-6 6-7(5) |
| 7. | 10 февраля 2008  | Бергамо, Италия         | Хард (зал) | Андреас Сеппи       | 6-2 2-6 5-7    |
| 8. | 9 октября 2011   | Монс, Бельгия           | Хард (зал) | Андреас Сеппи       | 6-2 3-6 6-7(4) |
| 9. | 1 октября 2017   | Орлеан, Франция         | Хард (зал) | Норберт Гомбош      | 3-6 7-5 2-6    |

### Финалы турниров Большого шлема в парном разряде (2)

#### Победы (1)
| №  | Год  | Турнир                     | Покрытие | Партнёр            | Соперники в финале            | Счёт       |
| 1. | 2014 | Открытый чемпионат Франции | Грунт    | Эдуар Роже-Васслен | Марсель Гранольерс Марк Лопес | 6-3 7-6(1) |

#### Поражения (1)
| №  | Год  | Турнир   | Покрытие | Партнёр            | Соперники в финале       | Счёт           |
| 1. | 2016 | Уимблдон | Трава    | Эдуар Роже-Васслен | Николя Маю Пьер-Юг Эрбер | 4-6 6-7(1) 3-6 |

### Финалы турнировATPв парном разряде (21)

#### Победы (12)
| №   | Дата             | Турнир                     | Покрытие    | Партнёр            | Соперники в финале                   | Счёт               |
| 1.  | 5 октября 2003   | Мец, Франция               | Хард (зал)  | Николя Маю         | Микаэль Льодра Фабрис Санторо        | 7-6(2) 6-3         |
| 2.  | 29 октября 2006  | Лион, Франция              | Ковёр (зал) | Арно Клеман        | Ярослав Левинский Франтишек Чермак   | 6-2 6-7(3) [10-7]  |
| 3.  | 9 марта 2008     | Лас-Вегас, США             | Хард        | Микаэль Льодра     | Боб Брайан Майк Брайан               | 6-4 4-6 [10-8]     |
| 4.  | 18 октября 2009  | Шанхай, Китай              | Хард        | Жо-Вильфрид Тсонга | Марцин Матковский Мариуш Фирстенберг | 6-2 6-4            |
| 5.  | 1 ноября 2009    | Лион, Франция (2)          | Хард (зал)  | Николя Маю         | Себастьен Грожан Арно Клеман         | 6-4 7-6(6)         |
| 6.  | 21 февраля 2010  | Марсель, Франция           | Хард (зал)  | Микаэль Льодра     | Роберт Линдстедт Юлиан Ноул          | 6-4 6-3            |
| 7.  | 21 апреля 2013   | Монте-Карло, Монако        | Грунт       | Ненад Зимонич      | Боб Брайан Майк Брайан               | 4-6 7-6(4) [14-12] |
| 8.  | 4 августа 2013   | Вашингтон, США             | Хард        | Ненад Зимонич      | Марди Фиш Радек Штепанек             | 7-6(5) 7-5         |
| 9.  | 23 февраля 2014  | Марсель, Франция (2)       | Хард (зал)  | Эдуар Роже-Васслен | Джонатан Маррей Пол Хенли            | 4-6 7-6(6) [13-11] |
| 10. | 7 июня 2014      | Открытый чемпионат Франции | Грунт       | Эдуар Роже-Васслен | Марсель Гранольерс Марк Лопес        | 6-3 7-6(1)         |
| 11. | 26 февраля 2017  | Марсель, Франция (3)       | Хард (зал)  | Николя Маю         | Доминик Инглот Робин Хасе            | 6-4 6-7(9) [10-5]  |
| 12. | 24 сентября 2017 | Мец, Франция (2)           | Хард (зал)  | Эдуар Роже-Васслен | Уэсли Колхоф Артём Ситак             | 7-5 6-3            |

#### Поражения (9)
| №  | Дата            | Турнир                 | Покрытие    | Партнёр            | Соперницы в финале                 | Счёт               |
| 1. | 12 октября 2003 | Лион, Франция          | Ковёр (зал) | Николя Маю         | Энди Рам Йонатан Эрлих             | 1-6 3-6            |
| 2. | 22 апреля 2007  | Монте-Карло, Монако    | Грунт       | Ришар Гаске        | Боб Брайан Майк Брайан             | 2-6 1-6            |
| 3. | 15 августа 2010 | Торонто, Канада        | Хард        | Микаэль Льодра     | Боб Брайан Майк Брайан             | 5-7 3-6            |
| 4. | 20 февраля 2011 | Марсель, Франция       | Хард (зал)  | Жо-Вильфрид Тсонга | Кен Скупски Робин Хасе             | 3-6 7-6(4) [11-13] |
| 5. | 13 ноября 2011  | Париж, Франция         | Хард (зал)  | Николя Маю         | Рохан Бопанна Айсам-уль-Хак Куреши | 2-6 4-6            |
| 6. | 5 октября 2014  | Пекин, Китай           | Хард        | Вашек Поспишил     | Жан-Жюльен Ройер Хория Текэу       | 7-6(6) 5-7 [5-10]  |
| 7. | 12 октября 2014 | Шанхай, Китай          | Хард        | Эдуар Роже-Васслен | Боб Брайан Майк Брайан             | 3-6 6-7(3)         |
| 8. | 9 июля 2016     | Уимблдон               | Трава       | Эдуар Роже-Васслен | Николя Маю Пьер-Юг Эрбер           | 4-6 6-7(1) 3-6     |
| 9. | 25 июня 2017    | Лондон, Великобритания | Трава       | Эдуар Роже-Васслен | Джейми Маррей Бруно Соарес         | 2-6 3-6            |

### Финалычелленджерови фьючерсов в парном разряде (18)

#### Победы (13)
| №   | Дата             | Турнир                   | Покрытие   | Партнёр            | Соперники в финале               | Счёт              |
| 1.  | 23 июля 2000     | Контрексевиль, Франция   | Грунт      | Николя Маю         | Жан-Рене Лиснар Оливье Патьянс   | 6-3 7-6(4)        |
| 2.  | 1 октября 2000   | Плезир, Франция          | Хард (зал) | Николя Маю         | Ноам Бер Айсам-уль-Хак Куреши    | 6-3 7-6(5)        |
| 3.  | 25 февраля 2001  | Андрезье-Бутеон, Франция | Хард (зал) | Николя Маю         | Ноам Бер Йонатан Эрлих           | 6-3 6-3           |
| 4.  | 16 июля 2001     | Бурк-ан-Брес, Франция    | Грунт      | Николя Маю         | Николя Девильде Кристоф Дево     | 6-4 7-6(4)        |
| 5.  | 17 марта 2002    | Лилль, Франция           | Хард (зал) | Николя Маю         | Максим Бойе Тома Дюпре           | 6-3 7-5           |
| 6.  | 17 августа 2003  | Бронкс, США              | Хард       | Николя Маю         | Мартин Гарсия Грейдон Оливер     | 6-3 6-1           |
| 7.  | 21 сентября 2003 | Сен-Жан-де-Люз, Франция  | Хард (зал) | Николя Маю         | Юхан Ландсберг Майлз Уэйкфилд    | 6-4 6-1           |
| 8.  | 10 июля 2005     | Схевининген, Нидерланды  | Грунт      | Эдуар Роже-Васслен | Кристоф Влиген Стив Дарси        | 5-7 7-5 7-6(5)    |
| 9.  | 18 сентября 2005 | Орлеан, Франция          | Хард (зал) | Николя Маю         | Антони Дюпуи Грегори Карра       | 3-6 6-4 6-2       |
| 10. | 2 октября 2005   | Гренобль, Франция        | Хард (зал) | Николя Маю         | Грегори Карра Николя Турт        | 4-6 6-4 6-3       |
| 11. | 5 февраля 2006   | Андрезье-Бутеон, Франция | Хард (зал) | Николя Маю         | Антони Дюпуи Грегори Карра       | 6-4 6-4           |
| 12. | 21 мая 2006      | Сан-Ремо, Италия         | Грунт      | Николя Маю         | Франческо Пиккари Флавио Чиполла | 6-4 7-6(6)        |
| 13. | 9 января 2016    | Нумеа, Франция           | Хард       | Эдуар Роже-Васслен | Грегуар Баррер Тристан Ламасин   | 7-6(4) 3-6 [10-5] |

#### Поражения (5)
| №  | Дата            | Турнир                   | Покрытие   | Партнёр      | Соперницы в финале              | Счёт        |
| 1. | 5 марта 2000    | Шербур-Октевиль, Франция | Хард (зал) | Николя Маю   | Жюльен Бутте Микаэль Льодра     | 6-2 4-6 5-7 |
| 2. | 24 июня 2001    | Амстердам, Нидерланды    | Грунт      | Жюльен Матьё | Марван Зевар Хишам Хемеда       | 1-6 4-6     |
| 3. | 3 марта 2002    | Шербур-Октевиль, Франция | Хард (зал) | Лионель Ру   | Ноам Бер Йонатан Эрлих          | Без игры    |
| 4. | 21 августа 2005 | Бронкс, США              | Хард       | Николя Маю   | Брайан Вахали Сесил Мамит       | 4-6 4-6     |
| 5. | 15 мая 2011     | Бордо, Франция           | Грунт      | Николя Маю   | Джейми Дельгадо Джонатан Маррей | 5-7 3-6     |

### Финалы командных турниров (2)

#### Поражения (2)
| №  | Год  | Турнир           | Команда                                | Соперник в финале                             | Счёт |
| 1. | 2010 | Кубок Дэвиса     | Франция Не играл в финале              | Сербия Джокович, Типсаревич, Троицки, Зимонич | 2-3  |
| 2. | 2014 | Кубок Дэвиса (2) | Франция Тсонга, Монфис, Беннето, Гаске | Швейцария Вавринка, Федерер                   | 1-3  |

## История выступлений на турнирах
| Турнир                       | 2000  | 2001          | 2002          | 2003          | 2004  | 2005          | 2006          | 2007          | 2008  | 2009          | 2010          | 2011          | 2012  | 2013          | 2014          | 2015          | 2016  | 2017  | 2018  | Итог   | В/П за карьеру |
| ---------------------------- | ----- | ------------- | ------------- | ------------- | ----- | ------------- | ------------- | ------------- | ----- | ------------- | ------------- | ------------- | ----- | ------------- | ------------- | ------------- | ----- | ----- | ----- | ------ | -------------- |
| Турниры Большого шлема       |       |               |               |               |       |               |               |               |       |               |               |               |       |               |               |               |       |       |       |        |                |
| Открытый чемпионат Австралии | -     | -             | К             | 1Р            | К     | 1Р            | 3Р            | 1Р            | 1Р    | 1Р            | 2Р            | -             | 3Р    | 3Р            | 2Р            | 1Р            | 1Р    | К     | 3Р    | 0 / 13 | 10-13          |
| Открытый чемпионат Франции   | К     | К             | 1Р            | 1Р            | 3Р    | 1Р            | 1/4           | 1Р            | 4Р    | 1Р            | 2Р            | 2Р            | 3Р    | 3Р            | 1Р            | -             | 1Р    | 1Р    | 2Р    | 0 / 16 | 16-16          |
| Уимблдонский турнир          | -     | -             | -             | -             | 2Р    | 1Р            | 2Р            | 1Р            | 1Р    | 1Р            | 4Р            | 2Р            | 3Р    | 2Р            | 1Р            | -             | 2Р    | 1Р    | 2Р    | 0 / 14 | 11-14          |
| Открытый чемпионат США       | -     | -             | К             | 1Р            | 1Р    | К             | 1Р            | 1Р            | 1Р    | 3Р            | 2Р            | 3Р            | 3Р    | 3Р            | 1Р            | -             | 1Р    | 1Р    | 2Р    | 0 / 14 | 10-14          |
| Итог                         | 0 / 0 | 0 / 0         | 0 / 1         | 0 / 3         | 0 / 3 | 0 / 3         | 0 / 4         | 0 / 4         | 0 / 4 | 0 / 4         | 0 / 4         | 0 / 3         | 0 / 4 | 0 / 4         | 0 / 4         | 0 / 1         | 0 / 4 | 0 / 3 | 0 / 4 | 0 / 57 |                |
| В/П в сезоне                 | 0-0   | 0-0           | 0-1           | 0-3           | 3-3   | 0-3           | 7-4           | 0-4           | 3-4   | 2-4           | 6-4           | 4-3           | 8-4   | 7-4           | 1-4           | 0-1           | 1-4   | 0-3   | 5-4   |        | 47-57          |
| Олимпийские игры             |       |               |               |               |       |               |               |               |       |               |               |               |       |               |               |               |       |       |       |        |                |
| Олимпиада                    | -     | Не проводился | Не проводился | Не проводился | -     | Не проводился | Не проводился | Не проводился | -     | Не проводился | Не проводился | Не проводился | 2Р    | Не проводился | Не проводился | Не проводился | -     | НП    | НП    | 0 / 1  | 1-1            |

| Турнир                       | 2000  | 2001          | 2002          | 2003          | 2004  | 2005          | 2006          | 2007          | 2008  | 2009          | 2010          | 2011          | 2012  | 2013          | 2014          | 2015          | 2016  | 2017  | 2018  | Итог   | В/П за карьеру |
| ---------------------------- | ----- | ------------- | ------------- | ------------- | ----- | ------------- | ------------- | ------------- | ----- | ------------- | ------------- | ------------- | ----- | ------------- | ------------- | ------------- | ----- | ----- | ----- | ------ | -------------- |
| Турниры Большого шлема       |       |               |               |               |       |               |               |               |       |               |               |               |       |               |               |               |       |       |       |        |                |
| Открытый чемпионат Австралии | -     | -             | -             | -             | 2Р    | 2Р            | 1Р            | 1/4           | 3Р    | 1Р            | 2Р            | -             | 1Р    | 3Р            | 3Р            | 1/4           | 1Р    | 2Р    | 1Р    | 0 / 14 | 16-14          |
| Открытый чемпионат Франции   | 2Р    | 1Р            | 2Р            | 2Р            | 1Р    | 1Р            | 1/4           | 2Р            | -     | 3Р            | 3Р            | 3Р            | -     | 2Р            | П             | -             | 1/4   | 1Р    | -     | 1 / 15 | 23-14          |
| Уимблдонский турнир          | -     | -             | -             | -             | 2Р    | 1Р            | 1Р            | 1Р            | 3Р    | -             | 1/4           | 2Р            | 1Р    | 1/4           | 1/4           | -             | Ф     | 2Р    | 1Р    | 0 / 13 | 19-13          |
| Открытый чемпионат США       | -     | -             | -             | -             | 1/2   | 1/4           | 1Р            | 1/2           | 2Р    | 1Р            | 2Р            | -             | 1/4   | 2Р            | 1Р            | -             | 1Р    | 1/4   | -     | 0 / 12 | 20-11          |
| Итог                         | 0 / 1 | 0 / 1         | 0 / 1         | 0 / 1         | 0 / 4 | 0 / 4         | 0 / 4         | 0 / 4         | 0 / 3 | 0 / 3         | 0 / 4         | 0 / 2         | 0 / 3 | 0 / 4         | 1 / 4         | 0 / 1         | 0 / 4 | 0 / 4 | 0 / 2 | 1 / 54 |                |
| В/П в сезоне                 | 1-1   | 0-1           | 1-1           | 1-1           | 6-4   | 4-4           | 3-4           | 8-4           | 5-3   | 2-3           | 7-3           | 3-2           | 3-3   | 7-4           | 11-3          | 3-1           | 8-4   | 5-4   | 0-2   |        | 78-52          |
| Итоговые турниры             |       |               |               |               |       |               |               |               |       |               |               |               |       |               |               |               |       |       |       |        |                |
| Итоговый турнир ATP          | -     | -             | -             | -             | -     | -             | -             | -             | -     | -             | -             | -             | -     | -             | 1/2           | -             | -     | -     | -     | 0 / 1  | 2-2            |
| Олимпийские игры             |       |               |               |               |       |               |               |               |       |               |               |               |       |               |               |               |       |       |       |        |                |
| Олимпиада                    | -     | Не проводился | Не проводился | Не проводился | -     | Не проводился | Не проводился | Не проводился | -     | Не проводился | Не проводился | Не проводился | III   | Не проводился | Не проводился | Не проводился | -     | НП    | НП    | 0 / 1  | 4-1            |